# Werner Zumsteg
Werner Zumsteg (* 21. November 1938 in Zürich; † 8. August 2018 ebenda) war ein Schweizer Musikpädagoge und Flötist.

## Leben
Zumsteg studierte Flöte in Zürich bei André Jaunet (1961–1964) sowie in Berlin bei Karlheinz Zöller (1964/65) und besuchte Meisterkurse bei James Galway. Ab 1965 war er als Soloflötist im Städtischen Orchester von Baden-Baden tätig und bildete mit Heinz Hofer und Martin Derungs das Trio Zumsteg–Hofer–Derungs. 1970 trat er eine Lehrstelle für Flöte und Schulmusik an der Zürcher Kantonsschule Wiedikon an, die er bis zu seiner Pensionierung (2002) innehatte. Überdies war er Teil der international tätigen Ensembles Pro Arte Wind Quintet (ab 1973) und Musica Orphea (ab 1974).
Verschiedentlich brachte Zumsteg auch zeitgenössische Musik zur Uraufführung. So etwa 1966 mit dem Trio Zumsteg–Hofer–Derungs die Komposition Mobili a tre (für Flöte, Klarinette und Klavier) von Hugo Pfister, 1972 mit Susanne Hess Für eine Flaschenpost (für Flöte und Cembalo) von Walter Baer oder 1989 mit Elisabeth Bachmann den ihm gewidmeten Canto XVII (für Flöte und Klavier) von Ermano Maggini. Außerdem war er – selbst von Jugend an gestalterisch tätig – der bildenden Kunst verbunden und unterhielt enge Freundschaften mit dem Grafiker Werner Zryd, der die Plattencover des Ensembles Musica Orphea gestaltete, sowie mit den Schweizer Kunstmalern Ernst Egli, Hans Hunold und Gianfranco Bernasconi.

## Diskografie
- The Pro Arte Quintet: Anton Reicha (Quintett in G-Dur), Paul Taffanel (Quintette für Blasinstrumente). Zürich: Gold Records, 1979 (= Gold 11071).
- Pro Arte Wind Quintet: French Wind Music. Jacques Ibert (Trois Pièces Brèves), Jean Françaix (Quintette), Georges Auric (Trio), Arthur Honegger (Danse de la Chèvre), Darius Milhaud (Suite: La Cheminée du Roi René). Wyastone Leys: Nimbus Records, 1981; 1992 (= Nimbus 2134; NI 5327).
- Ensemble Musica Orphea: Johann Sebastian Bach (Tripelkonzert in D-Dur, BWV 1064; Tripelkonzert in G-Dur, BWV 99/125/115). Lausanne: Gallo, 1979 (= GALLO 30-198).
- Ensemble Musica Orphea: La famille Bach. Wilhelm Friedemann Bach (Sinfonie in d-moll), Carl Philipp Emanuel Bach (Sonatine in d-moll), Wilhelm Friedrich Ernst Bach (Sextett in Es-Dur), Johann Christian Bach (Sextett in C-Dur). Lausanne: Gallo, 1983 (= GALLO 30-234); Powder, 1992 (= CD 5128); Barcelona: Divucsa, 1995.
- Werner Zumsteg (Flöte), Giuliana Stehli-Altwegg (Cembalo): Hermann Haller (6 Inventionen für Flöte und Cembalo). Lausanne: Arbeitsgemeinschaft zur Förderung schweizerischer Musik, 1984 (= CTS-P 10); 1988 (= CTS-P 10-2).
- Werner Zumsteg (Flöte), Jeannette Fischer (Sopran), Patricia Thomas (Klavier), Orches’Trio: Ermano Maggini (Torso IV; Cinque disegni; Trilogie; Canto V; Canto XVII; Zwischen Himmel und Erde). Zürich: Jecklin Edition, 1995 (= JS 311-2).